# Ернст Яаксон
Ернст Рудольф Яаксон (ест. Ernst Jaakson; 11 серпня 1905, Рига — 4 вересня 1998, Нью-Йорк) — естонський дипломат. Постійний представник Естонії при Організації Об'єднаних Націй (1991—1994).

## Життєпис
Народився 11 серпня 1905 року в Ризі. Вивчав економіку у Латвійському університеті у Ризі та право у Тартуському університеті. Пізніше закінчив Колумбійський університет у Нью-Йорку за спеціальністю «Економіка».
У 1928 році — розпочав дипломатичну діяльність в Інформаційному відділі Міністерства закордонних справ Естонії.
З 1929 року — в дипломатичній місії Естонії в Латвії.
У 1929—1932 рр. — секретар почесного консула Естонії в Сан-Франциско (США).
У 1932 році був призначений Генеральним консулом Естонії у Нью-Йорку (США).
У 1940 році — після окупації країн Балтії Радянським Союзом, продовжував виконання дипломатичних функцій як представника Естонської Республіки у Нью-Йорку.
У 1956 році відмовився визнати уряд Естонії у вигнанні прем'єр-міністра та виконувача обов'язків президента республіки Аугуста Рея.
З 1965 по 1991 рр. — працював Генеральним консулом Естонії у США. Упродовж 1980-х років Яаксон обіймав посаду «неофіційного» декана Дипломатичного корпусу.
З 1991 по 1994 рр. — Надзвичайний та Повноважний посол Естонської Республіки у США та Постійний представник Естонії при Організації Об'єднаних Націй
4 вересня 1998 року помер в Нью-Йорку. У 1999 році увійшов до списку 100 великих діячів Естонії XX століття.